# بارني اولسن
بارني اولسن (بالإنجليزية: Barney Olsen)‏ هو لاعب كرة قاعدة أمريكي، ولد في 11 سبتمبر 1919 في إيفرت في الولايات المتحدة، وتوفي بنفس المكان في 30 مارس 1977.

## وصلات خارجية
- بارني اولسن على موقعبيزبول رفرنس.كوم (الدوري الرئيسي) (الإنجليزية)
- بارني اولسن على موقعبيزبول رفرنس.كوم (الدوري الثانوي) (الإنجليزية)